# Estońskie Siły Zbrojne
Estońskie Siły Zbrojne (est. Eesti kaitsejõud) – siły zbrojne przeznaczone do obrony i ochrony interesów Republiki Estońskiej.
Estońskie Siły Zbrojne dzielą się na:
- Estońskie Siły Obronne (est. Eesti kaitsevägi)
- Estońska Liga Obrony (est. Eesti Kaitseliit) – ochotniczą formację zbrojną obrony terytorialnej.